# Toby Stafford
John Tobias Toby Stafford, citado como J.T. Stafford, (Oxford, 2 de junho de 1951) é um matemático britânico, que trabalha com álgebra. É professor da Universidade de Manchester.
Stafford estudou na Universidade de Cambridge com um bacharelado em 1972, um mestrado em 1976 e neste mesmo ano um doutorado na Universidade de Leeds, orientado por James Christopher Robson, com a tese Stable Structure of Noncommutative Noetherian Rings. De 1976 a 1989 foi NATO Research Fellow na Universidade Brandeis e de 1978 a 1982 foi Research Fellow no Gonville and Caius College em Cambridge. Em 1982 foi Lecturer, 1985 Reader e em 1988 Professor da Universidade de Leeds e em 1989 Professor da Universidade de Michigan em Ann Arbor. É a partir de 2007 Professor da Universidade de Manchester.
Stafford foi eleito fellow da American Mathematical Society em 2013. Recebeu o Prêmio Whitehead de 1980. Em 2002 foi palestrante convidado (Invited Speaker) no Congresso Internacional de Matemáticos em Pequim (Noncommutative Projective Geometry).

## Obras
- com Michael Artin Noncommutative graded domains with quadratic growth, Inventiones Mathematicae, 122, 1995, 231-276, Online
- com Michael Artin Semiprime graded algebras of dimension 2, Journal of Algebra, 227, 2000, 68-123
- com Daniel Rogalski Naive Noncommutative blowups at zero dimensional schemes, J. Algebra, 318, 2007, 794-833
- com Michel Van den Bergh Noncommutative resolutions and rational singularities, Michigan Math. J., 57, 2008, 659-674
- com M. Van den Bergh Noncommutative curves and noncommutative surfaces, Bulletin AMS, 38, 2001, 171-216, Online
- com T. Levasseur Rings of differential operators on classical rings of invariants, Memoirs of the American Mathematical Society 412, 1989

## Ligações externos
- Homepage in Manchester
- CV, pdf